# Résolution 248 du Conseil de sécurité des Nations unies
Membres permanents
- Chine (Taïwan)
- États-Unis
- France
- Royaume-Uni
- URSS

Membres non permanents
- Algérie
- Brésil
- Canada
- Danemark
- Éthiopie
- Hongrie
- Inde
- Pakistan
- Paraguay
- Sénégal

Résolution no 247 Résolution no 249
La résolution 248 du Conseil de sécurité des Nations unies fut adoptée le 24 mars 1968. Après avoir reçu des lettres de la Jordanie et d'Israël ainsi que des informations supplémentaires du chef de cabinet de l'Organisme des Nations unies chargé de la surveillance de la trêve, le Conseil a réaffirmé ses résolutions antérieures et condamné les actions militaires de la bataille de Karameh lancée par Israël en violation flagrante de la Charte des Nations unies. Le Conseil a déploré tous les incidents violents en violation du cessez-le-feu et a appelé Israël à renoncer à ses actes contraires à la résolution 237.